# Arthur Bahl
Arthur Bahl (* 9. August 1893 in Wiesbaden; † 31. Januar 1966 in Karlsruhe) war ein deutscher General der Polizei.
Nach der Schulausbildung bewarb er sich als Berufssoldat. 1912 wurde er zum Leutnant befördert. Am Ende des Ersten Weltkriegs hatte er im März den Dienstgrad eines Oberleutnants. Im Jahre 1921 wechselte er in Baden zur Polizei. Am 1. Januar 1923 wurde Bahl Hauptmann der Polizei, im Oktober 1933 Major. Zum 1. Mai 1933 trat er der NSDAP bei (Mitgliedsnummer 2.547.790).
Den Dienstgrad eines Oberstleutnants der Schutzpolizei in der badischen Polizeiverwaltung erreichte er Anfang 1937. Im Dezember 1937 absolvierte er in Berlin-Schöneberg beim Lehrstab des Luftschutzes den 9. Luftschutzlehrgang.
Mit Beginn des Jahres 1938 wurde er in Köln bei der Schutzpolizei als Stellvertreter des Kommandeurs eingesetzt. Damit war auch die Stellvertretung des Kommandos über die Luftschutzpolizei verbunden. Nach der Beförderung zum Oberst Anfang 1940 übernahm er auch das Kommando über die Schutzpolizei in Köln, die er bis 1943 führte. Gleichzeitig vertrat er auch als örtlicher Leiter des Luftschutzes den Polizeipräsidenten von Köln.
Ab 1943 wurde er der Kommandeur der Offiziersschule der Ordnungspolizei in Oranienburg. Dieses Kommando nahm er bis April 1944 wahr, dann wechselte er zum Hauptamt der Ordnungspolizei als Amtschef des Amtsgruppenkommandos II. Nachdem er im Juli 1944 zum Generalmajor befördert worden war, übernahm er ab September 1944 bis Mai 1945 das Kommando über die Schutzpolizei in Wien.
Nach dem Kriege hatte er sich in Karlsruhe niedergelassen. Seine Schrift über die Tätigkeit der Schutzpolizei in Köln befasste sich nur mit Fragen des Luftschutzes.

## Schriften
- Der Einsatz der Schutzpolizei in Köln während des Krieges 1939/45 in: B.H. Lankenau (Bearb.),Polizei im Einsatz während des Krieges 1939-1945 in Rheinland-Westfalen, Bremen 1957, S. 168–203.

## Referenzen
- Fachbereiche des Amtsgruppenkommandos II im Hauptamt Ordnungspolizei
- Harald Buhlan, Organisation, Personal und Standorte der staatlichen Polizeiverwaltung Köln in der NS-Zeit, in: Harald Buhlan, Werner Jung (Hrsg.), Wessen Freund und wessen Helfer? – Die Kölner Polizei im Nationalsozialismus, Köln 2000
- Andreas Schulz, Günter Wegmann, Die Generale der Waffen-SS und der Polizei, Bd. 1, Bissendorf 2003